# آردن (نیویورک)
آردن (به انگلیسی: Arden) یک منطقهٔ مسکونی در ایالات متحده آمریکا است که در شهرستان اورنج، نیویورک واقع شده‌است. آردن ۶۴ متر بالاتر از سطح دریا واقع شده‌است.